# Міст Цзян'інь

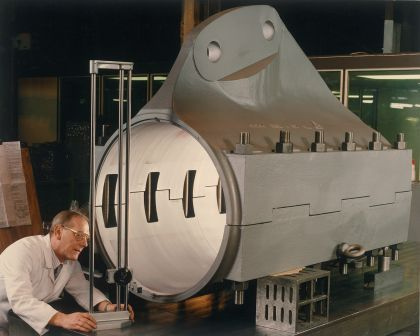
Кріплення для канатів моста проходить контроль

Міст Цзян'інь — найближчий до моря на момент його спорудження міст через річку Янцзи, проте пізніше побудовано ще два мости нижче за течією: Сутунський міст і Шанхайські міст і тунель через Янцзи. Сполучає  міський повіт Цзян'інь міського округу Усі провінції Цзянсу КНР і міський повіт Цзінцзян міського округу Тайчжоу тієї ж провінції. Довжина головного прольоту моста становить 1 385 метрів, що робить його 7-м  по довжині прольоту висячим мостом в світі та найбільшим в КНР на момент його завершення в 1999.
Міст розташований в центрі провінції Цзянсу, через нього проходить трафік двох національних швидкісних трас: Швидкісна дорога Тунцзян - Санья на східному узбережжі і Швидкісна дорога Пекін - Шанхай на заході. Є три смуги руху в обох напрямках і пішохідні тротуари.
Місцезнаходження моста вибрано через вузькості річки в цьому місці. Висота моста над рівнем річки становить 50 метрів. Споруда моста була спланована таким чином, що вона була завершена до 50-річчя китайської революції 1947 року. Це був перший міст такої великої протяжності, спроектований в КНР. Фундамент почали закладати в 1994. Проектування і будівництво моста були завершені трохи менше ніж за три роки. Пілони мають 190 метрів у висоту, що приблизно еквівалентно висоті 60-поверхового будинку. Основний проліт виконаний з єдиної сталевої пластини обтічної форми. Сталева ферма створена за рахунок збору з попередньо виготовлених елементів вагою до 500 тонн (фото монтування елемента [Архівовано 4 березня 2016 у Wayback Machine.]). Загальний обсяг інвестицій в міст становив до 2,728 мільярдів юанів.
Відкритий 28 вересня 1999. Відкривав Цзян Цземінь, урочисто перерізавши стрічку.  Це вражаюче будівництво було проведено компанією Cleveland Bridge & Engineering Company з Великої Британії. Goodwin Steel Castings Ltd, також з Великої Британії, виготовили канати.
У 2002 році міст отримав нагороду на Міжнародній бруківці конференції за "... видатні досягнення в галузі інженерії мостів". 